# Référendum de 2024 sur le drapeau du Maine
Un référendum sur un nouveau drapeau a lieu le 5 novembre 2024 dans le Maine, en même temps que l'élection présidentielle. La population est amenée à se prononcer sur un projet de loi d'origine parlementaire, dit Question 5, visant à adopter pour drapeau du Maine une variante du Pine Tree Flag en vigueur de 1901 à 1909.
La proposition est rejetée.

Le drapeau du Maine.
Le drapeau soumis à référendum.

## Question

Le Pine Tree Flag de 1901.

Do you favor making the former state flag, replaced as the official flag of the State in 1909 and commonly known as the Pine Tree Flag, the official flag of the State? (« Êtes-vous favorable à ce que l'ancien drapeau de l'État, remplacé comme drapeau officiel de l'État en 1909 et communément appelé Pine Tree Flag, soit le drapeau officiel de l'État ? »)

## Résultats
| Choix                     | Votes | %   |
| ------------------------- | ----- | --- |
| Pour                      |       |     |
| Contre                    |       |     |
|                           |       |     |
| Votes valides             |       |     |
| Votes blancs et invalides |       |     |
| Total                     |       | 100 |
| Abstention                |       |     |
| Inscrits/Participation    |       |     |